# Los Serrano
Los Serrano war eine spanische Sitcom, die am 22. April 2003 begann und deren letzte Folge nach acht Staffeln am 17. Juli 2008 lief. Sie wurde auf dem spanischen Fernsehsender Telecinco ausgestrahlt. Erzählt wird die Geschichte der Familie Serrano, die in der Ronda Santa Justa 133, im fiktiven Viertel Santa Justa wohnt, nahe der Ribera del Manzanares in Madrid. Der Erfolg der Serie in Spanien und in vielen anderen Ländern Europas half dem Start der Karriere des Schauspielers und Musikers Fran Perea, der selbst in der Serie spielt und die Titelmelodie «1 más 1 son 7» singt.

## Auflistung der Folgen

### Erste Staffel
| Folge | Titel                             | Zuschauer | Marktanteil |
| ----- | --------------------------------- | --------- | ----------- |
| 1     | Ya s'han casao                    | 4.286.000 | 26,1 %      |
| 2     | Un padre perfecto                 | 4.519.000 | 27,2 %      |
| 3     | Siempre nos quedará París         | 4.640.000 | 26,0 %      |
| 4     | El Atlético de Santa Justa F.C.   | 4.368.000 | 26,4 %      |
| 5     | Me gusta cuando callas            | 5.089.000 | 31,2 %      |
| 6     | Cien maneras de cocinar la trucha | 5.154.000 | 31,7 %      |
| 7     | No me llames iluso                | 5.364.000 | 32,8 %      |
| 8     | La noche del loro                 | 4.937.000 | 31,0 %      |
| 9     | Superdotado                       | 5.475.000 | 35,5 %      |
| 10    | El Rey y yo                       | 4.872.000 | 34,9 %      |
| 11    | Una noche en Mogambo              | 4.797.000 | 33,6 %      |
| 12    | Benny, Tonny y Marky              | 4.459.000 | 34,0 %      |
| 13    | La guerra de los Martínez         | 4.889.000 | 36,0 %      |

### Zweite Staffel
| Folge | Titel                        | Zuschauer | Marktanteil |
| ----- | ---------------------------- | --------- | ----------- |
| 14    | Bienvenido, tío Francisco    | 6.370.000 | 36,0 %      |
| 15    | Enhorabuena por el programa  | 6.270.000 | 35,4 %      |
| 16    | El quinto sentido            | 6.139.000 | 36,8 %      |
| 17    | Trigo limpio                 | 6.901.000 | 40,5 %      |
| 18    | Santiago vuelve a la escuela | 6.809.000 | 39,5 %      |
| 19    | Donde hay jamón hay ilusión  | 6.341.000 | 35,5 %      |
| 20    | Sodoma y Gomera              | 7.243.000 | 39,3 %      |
| 21    | La mirada del tigre          | 7.634.000 | 41,9 %      |
| 22    | Eva al desnudo               | 7.237.000 | 39,1 %      |
| 23    | El rey de espadas            | 7.345.000 | 39,7 %      |
| 24    | Casado y monógamo            | 6.992.000 | 38,9 %      |
| 25    | Solo puede quedar uno        | 7.145.000 | 40,0 %      |
| 26    | Natalie                      | 7.649.000 | 42,1 %      |

### Dritte Staffel
| Folge | Titel                              | Zuschauer | Marktanteil |
| ----- | ---------------------------------- | --------- | ----------- |
| 27    | El carnaval veneciano              | 7.603.000 | 42,1 %      |
| 28    | Los toros de Santa Justa           | 7.630.000 | 41,9 %      |
| 29    | Ser o no ser… taladrador           | 6.637.000 | 36,4 %      |
| 30    | Yo confieso                        | 7.291.000 | 42,7 %      |
| 31    | El otro lado de la acera           | 8.175.000 | 44,5 %      |
| 32    | Los puentes de Burundi             | 8.191.000 | 43,3 %      |
| 33    | La Jamoneta                        | 5.824.000 | 31,8 %      |
| 34    | El uso del matrimonio              | 6.955.000 | 37,1 %      |
| 35    | Corazón partío                     | 7.522.000 | 38,2 %      |
| 36    | Recuerdos de Segovia               | 6.251.000 | 32,1 %      |
| 37    | El ciruelo                         | 6.365.000 | 32,7 %      |
| 38    | La vuelta al cole                  | 6.443.000 | 35,4 %      |
| 39    | Nunca subestimes el poder de un ñu | 6.619.000 | 36,1 %      |
| 40    | Un año selvático                   | 6.268.000 | 36,1 %      |
| 41    | La bicha                           | 6.350.000 | 36,6 %      |
| 42    | Spanish mazapan                    | 6.364.000 | 36,6 %      |
| 43    | Descubriendo a Marta               | 4.940.000 | 35,1 %      |
| 44    | Don Quijote de Santa Justa         | 5.965.000 | 38,0 %      |
| 45    | El fluido básico                   | 6.713.000 | 42,6 %      |

### Vierte Staffel
| Folge | Titel                                  | Zuschauer | Marktanteil |
| ----- | -------------------------------------- | --------- | ----------- |
| 46    | Santiago Gigoló                        | 6.416.000 | 32,8 %      |
| 47    | Ni media ni guarra                     | 5.594.000 | 29,1 %      |
| 48    | El Conde du Mamarrach                  | 5.772.000 | 29,0 %      |
| 49    | Desde Londres con amor                 | 5.738.000 | 28,8 %      |
| 50    | Ante la duda…                          | 5.498.000 | 27,0 %      |
| 51    | La donante de órganos                  | 5.903.000 | 29,7 %      |
| 52    | El lecho mancillado                    | 5.910.000 | 29,9 %      |
| 53    | La culpa es yo                         | 5.893.000 | 30,8 %      |
| 54    | Apechugueision                         | 4.979.000 | 25,6 %      |
| 55    | En ocasiones veo Fitis                 | 5.758.000 | 30,7 %      |
| 56    | Lobestoris                             | 6.098.000 | 38,2 %      |
| 57    | Hay una rosquilla para ti              | 7.306.000 | 40,9 %      |
| 58    | No apto para cardíacos                 | 6.029.000 | 31,6 %      |
| 59    | Yo azuzo                               | 5.457.000 | 28,7 %      |
| 60    | Antes muerta que chinchilla            | 5.683.000 | 29,6 %      |
| 61    | El hombre que susurraba a las frutitas | 6.152.000 | 34,0 %      |
| 62    | Yo reconozco                           | 6.823.000 | 37,4 %      |
| 63    | ¿Quién me pone la pierna encima?       | 5.725.000 | 30,7 %      |
| 64    | Million Dollar Grogui                  | 5.931.000 | 32,2 %      |
| 65    | Una proposición indecente              | 4.888.000 | 25,6 %      |
| 66    | Usufructus                             | 5.629.000 | 30,8 %      |
| 67    | El reverso tenebroso                   | 4.742.000 | 25,8 %      |
| 68    | De Santa Justa a Bilbao                | 5.334.000 | 30,3 %      |
| 69    | Yo de Alcarria y tú de California      | 4.742.000 | 27,9 %      |
| 70    | Mainfroinlain                          | 4.578.000 | 28,2 %      |
| 71    | Gato negro, casorio blanco             | 5.270.000 | 36,7 %      |

### Fünfte Staffel
| Folge | Titel                                 | Zuschauer | Marktanteil |
| ----- | ------------------------------------- | --------- | ----------- |
| 72    | Quién puede matar a un cerdo?         | 5.692.000 | 30,6 %      |
| 73    | La maldición de las Capdevila         | 5.351.000 | 29,3 %      |
| 74    | El blues del matrimonio               | 5.570.000 | 30,5 %      |
| 75    | La pertinaz sequía                    | 4.909.000 | 25,6 %      |
| 76    | Gibraltar español                     | 4.913.000 | 26,3 %      |
| 77    | Cuando padre sonríe                   | 4.903.000 | 25,2 %      |
| 78    | El reparto de Africa                  | 4.380.000 | 22,6 %      |
| 79    | El armario empotrado                  | 4.610.000 | 25,2 %      |
| 80    | La alegría de la huerta               | 4.638.000 | 24,7 %      |
| 81    | Como una ola                          | 4.127.000 | 22,0 %      |
| 82    | Las de Caín                           | 5.011.000 | 27,2 %      |
| 83    | Ay, Candela                           | 5.056.000 | 28,0 %      |
| 84    | El toro por los cuernos               | 5.235.000 | 30,6 %      |
| 85    | Soy nenuco                            | 5.477.000 | 31,5 %      |
| 86    | Qué mal está Occidente                | 5.252.000 | 30,5 %      |
| 87    | ¿Tú te crees que la policía es tonta? | 4.821.000 | 27,7 %      |
| 88    | Un pez llamado Fructu                 | 3.937.000 | 24,0 %      |
| 89    | La culpa fue del centollo             | 4.027.000 | 23,9 %      |
| 90    | El primer Serrano universitario       | 3.846.000 | 22,6 %      |
| 91    | Tracatrá, suspensos y cintas de vídeo | 4.176.000 | 24,1 %      |
| 92    | ¿Tú te afeitas, Guille?               | 3.866.000 | 22,6 %      |
| 93    | Pero, ¿quién mató a padre?            | 4.205.000 | 25,9 %      |
| 94    | La llamada de la selva                | 3.902.000 | 24,7 %      |
| 95    | El síntoma de Estocolmo               | 3.821.000 | 24,5 %      |
| 96    | ¡Será por dinero!                     | 3.424.000 | 24,2 %      |
| 97    | La jauría del hortelano               | 3.729.000 | 25,1 %      |

### Sechste Staffel
| Folge | Titel                               | Zuschauer | Marktanteil |
| ----- | ----------------------------------- | --------- | ----------- |
| 98    | La pasión según Fructuoso           | 5.149.000 | 27,2 %      |
| 99    | Aquí huele a perro                  | 4.739.000 | 24,4 %      |
| 100   | Los puentes de la Alcarria          | 4.695.000 | 24,9 %      |
| 101   | El talonario de Aquiles             | 4.452.000 | 22,5 %      |
| 102   | Il bambino della strada             | 4.704.000 | 24,3 %      |
| 103   | Amar es transigir                   | 4.178.000 | 21,3 %      |
| 104   | Los tres cerditos                   | 4.035.000 | 21,2 %      |
| 105   | Paseando a Miss Emilia              | 3.926.000 | 21,9 %      |
| 106   | El declive del Imperio Serrano      | 4.155.000 | 24,1 %      |
| 107   | Las fases del amor                  | 5.183.000 | 28,6 %      |
| 108   | El rastrillo zen                    | 5.103.000 | 28,6 %      |
| 109   | El jamon maltés                     | 4.422.000 | 24,7 %      |
| 110   | El padrivo IV                       | 3.990.000 | 21,8 %      |
| 111   | Donde dijo digo, digo Diego         | 3.946.000 | 23,3 %      |
| 112   | Soy Koala                           | 4.172.000 | 23,2 %      |
| 113   | Ese olor tan characterístico        | 4.638.000 | 26,0 %      |
| 114   | Charol de leopardo                  | 3.985.000 | 24,7 %      |
| 115   | Breve historia de la filosofía      | 3.264.000 | 18,9 %      |
| 116   | Algo pasa con Celia                 | 4.065.000 | 22,4 %      |
| 117   | Un año de soledad                   | 4.110.000 | 23,7 %      |
| 118   | La sombra de Candelaria es alargada | 4.143.000 | 23,8 %      |
| 119   | La penitencia va por detras         | 4.210.000 | 24,0 %      |
| 120   | La mano amiga                       | 3.982.000 | 22,8 %      |
| 121   | Siempre positivo, nunca negativo    | 3.781.000 | 22,1 %      |
| 122   | La parabola del hijo profugo        | 4.163.000 | 24,4 %      |
| 123   | Dos mujeres y un Serrano            | 3.917.000 | 23,5 %      |
| 124   | Última llamada para Diego Serrano   | 4.116.000 | 26,3 %      |

### Siebte Staffel
| Folge | Titel                                   | Zuschauer | Marktanteil |
| ----- | --------------------------------------- | --------- | ----------- |
| 125   | No sin mi hijo                          | 4.027.000 | 23,0 %      |
| 126   | La intimidad es una puerta cerrada      | 4.580.000 | 26,9 %      |
| 127   | Sorpresa, sorpresa                      | 3.687.000 | 20,4 %      |
| 128   | Mientras hay resquemor hay esperanza    | 3.200.000 | 16,3 %      |
| 129   | Cuando el amor llega así de esta manera | 3.389.000 | 18,7 %      |
| 130   | Intima fémina                           | 3.142.000 | 17,5 %      |
| 131   | Mayormente, lo que sube, baja           | 3.381.000 | 18,6 %      |
| 132   | Encontronazos y desencuentros           | 3.108.000 | 17,8 %      |
| 133   | El camino recto de Santa Justa          | 3.443.000 | 19,7 %      |
| 134   | ¡Pero por qué no te callas!             | 3.231.000 | 17,7 %      |
| 135   | Matar a un ruiseñor                     | 3.713.000 | 20,0 %      |
| 136   | Papá cumple 50 años                     | 3.145.000 | 21,7 %      |
| 137   | La procesión va por dentro              | 3.096.000 | 18,0 %      |
| 138   | El síndrome Sarkozy                     | 2.895.000 | 18,3 %      |
| 139   | Al evitamiento por el alejamiento       | 3.069.000 | 18,0 %      |
| 140   | Los padres de ella                      | 3.308.000 | 18,9 %      |

### Achte Staffel
| Folge | Titel                                     | Zuschauer | Marktanteil |
| ----- | ----------------------------------------- | --------- | ----------- |
| 141   | Bienvenida al mundo Serrano               | 3.774.000 | 21,4 %      |
| 142   | La parienta, la cuñada, la suegra y Diego | 3.630.000 | 21,0 %      |
| 143   | Tigurón V                                 | 3.383.000 | 21,6 %      |
| 144   | La carta de Pandora                       | 3.191.000 | 19,0 %      |
| 145   | Vente pa' mi casa Fiti                    | 2.955.000 | 19,9 %      |
| 146   | Divorcio a la Serrana                     | 3.276.000 | 23,8 %      |
| 147   | Desmontando a Diego                       | 3.580.000 | 25,6 %      |

## Auszeichnungen und Nominierungen
- Atv Awards[1]
  - 2004: Bester Schauspieler (Antonio Resines) – Gewonnen
  - 2004: Beste Regie – Nominiert
  - 2004: Bestes Fiktiv Programm – Nominiert

- Fotogramas de Plata[1]
  - 2004: Bester TV-Schauspieler (Antonio Resines) – Gewonnen
  - 2004: Beste TV-Schauspielerin (Belén Rueda) – Nominiert

- Ondas Awards[1]
  - 2004: Beste TV-Serie – Gewonnen

- Spanish Actors Union[1]
  - 2006: TV: Leistungsführung, Weiblich (Belén Rueda) – Nominiert
  - 2006: TV: Führung in einer kleinen Rolle, Weiblich (Alexandra Jiménez) – Nominiert
  - 2005: TV: Leistungsführung, Männlich (Antonio Resines) – Nominiert
  - 2005: TV: Unterstützung der Leistungsfähigkeit, Männlich (Antonio Molero) – Nominiert
  - 2004: Television: Lead Performance, Male (Antonio Resines) – Nominiert
  - 2004: TV: Performance in a Minor Role, Male (Manolo Caro) – Nominiert
  - 2004: TV: Unterstützung der Leistungsfähigkeit, Männlich (Jesús Bonilla) – Nominiert
  - 2004: TV: Unterstützung der Leistungsfähigkeit, Männlich (Antonio Molero) – Nominiert

- TP de Oro[1]
  - 2004: Bester Schauspieler (Antonio Resines) – Nominiert
  - 2004: Beste Schauspielerin (Belén Rueda) – Nominiert
  - 2004: Beste Nationalserie – Nominiert

- Zapping Awards[1]
  - 2004: Bester Schauspieler (Antonio Resines) – Gewonnen
  - 2004: Beste Schauspielerin (Belén Rueda) – Nominiert